# Paecilaema gracile
Paecilaema gracile is een hooiwagen uit de familie Cosmetidae.